# USS Lake Champlain (CV-39)
USS Lake Champlain (CV-39) — американский авианосец типа «Эссекс» времён Второй мировой войны.

## История
Авианосец вступил в строй 3 июня 1945 года, начал свою службу с похода в рамках операции «Ковёр-самолёт» (Operation «Magic Carpet»), в которой «Лейк Чемплейн» доставил из Великобритании в США американских военнослужащих, затратив на пересечение Атлантического океана рекордно низкое время: 4 дня, 8 часов и 51 минуту, средняя скорость составила 32,048 узла, «Голубая лента Атлантики» принадлежала авианосцу до лета 1952 года. 17 февраля 1947 года «Лейк Чемплейн» был выведен в резерв. Прошёл модернизацию по программе SCB-27A, повторно вошёл в строй 19 сентября 1952 года. Во время Корейской войны совершил боевой поход к её берегам: 26 апреля — 4 декабря 1953. 1 октября 1952 года переклассифицирован в атакующий авианосец, получил индекс CVA-39. Прошёл ремонт и модернизацию по программе SCB-27A, стал единственным представителем класса, не модернизированным по программе SCB-125, которая включала строительство угловой полётной палубы и изменение обводов носовой части. Таким образом, «Лейк Чемплейн» стал последним авианосцем США с прямой полётной палубой, что нашло отражение в его девизе «The Straightest and the Greatest» — «Самый прямой и самый великий». 1 августа 1957 года переклассифицирован в противолодочные авианосцы, получил индекс CVS-39 16 октября 1957 года прибыл в Валенсию для устранения последствий наводнения. В октябре 1963 г. принял участие в помощи пострадавшим от урагана в Порт-оф-Пренсе. В мае 1964 года столкнулся с эсминцем USS Dicator у побережья Вирджинии.
Участвовал в поиске и транспортировке спускаемых капсул космических кораблей:
- 5 мая 1961 — «Freedom-7»,
- 19 января 1965 — прототип «Джемини»,
- 29 августа 1965 «Джемини-5».

2 мая 1966 года выведен из состава флота. 1 декабря 1969 года списан, в 1972 году продан на металлолом и утилизирован.